# Laurus

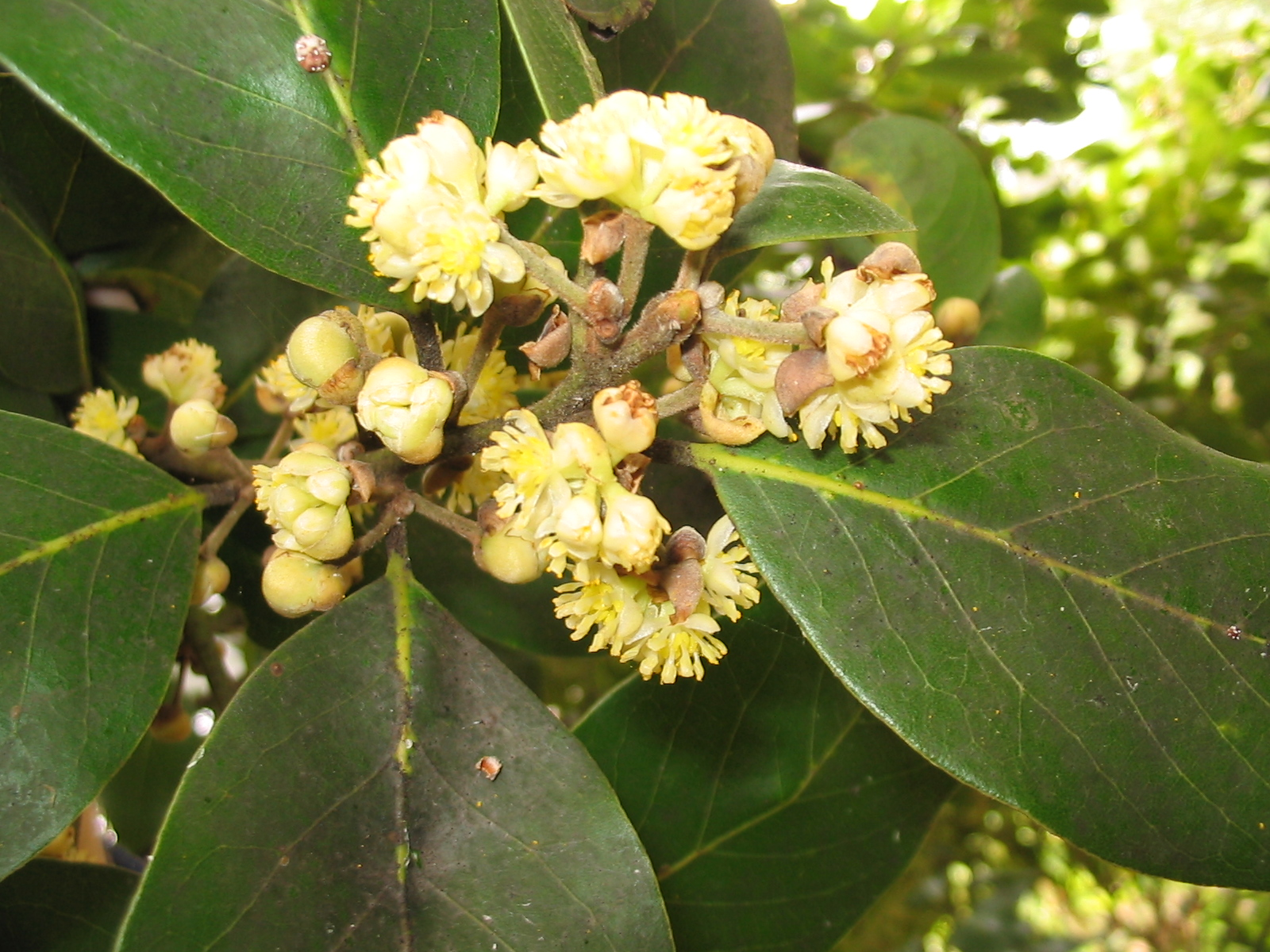
Flores numa inflorescência de Laurus azorica.

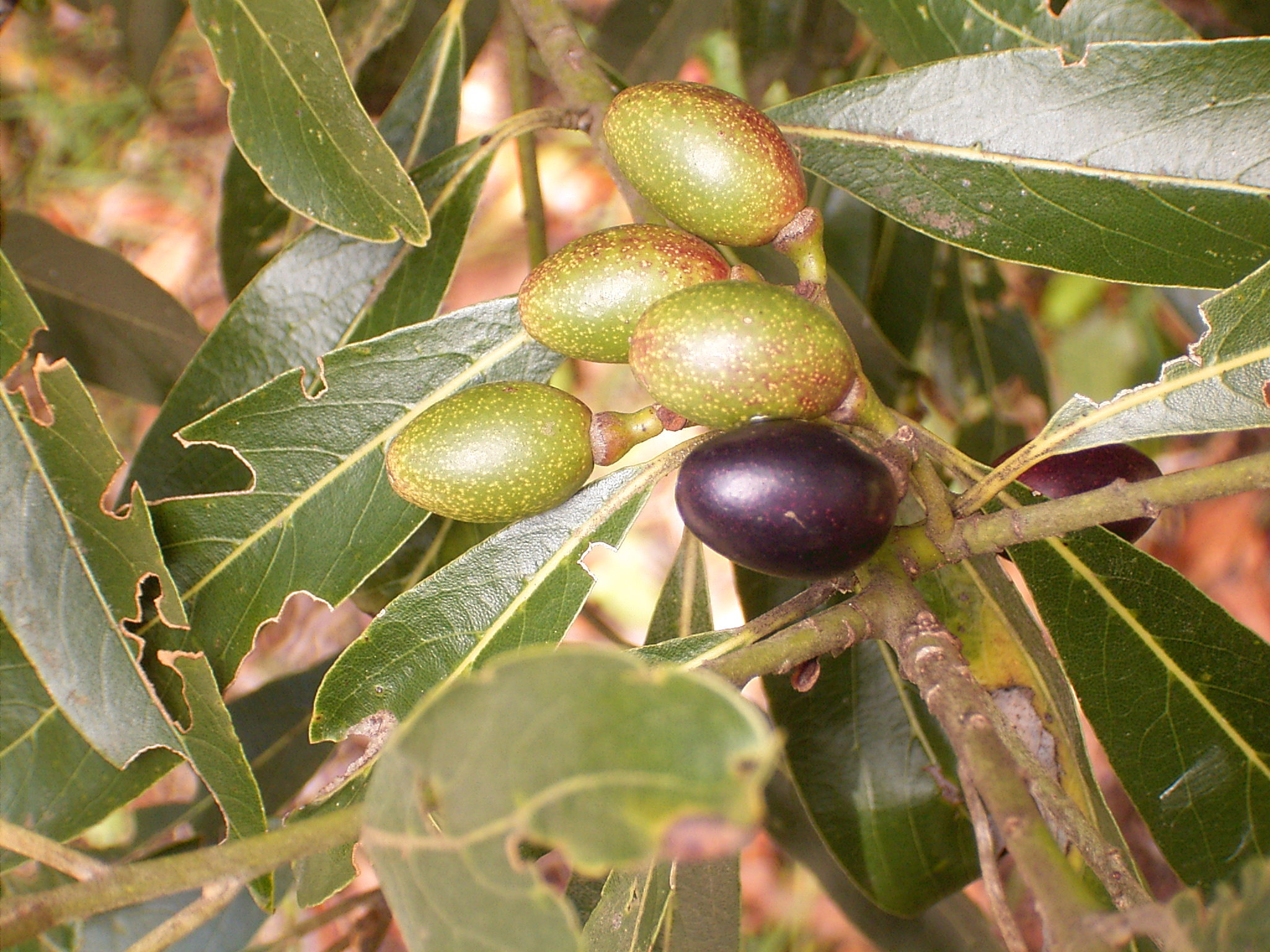
Laurus novocanariensis.

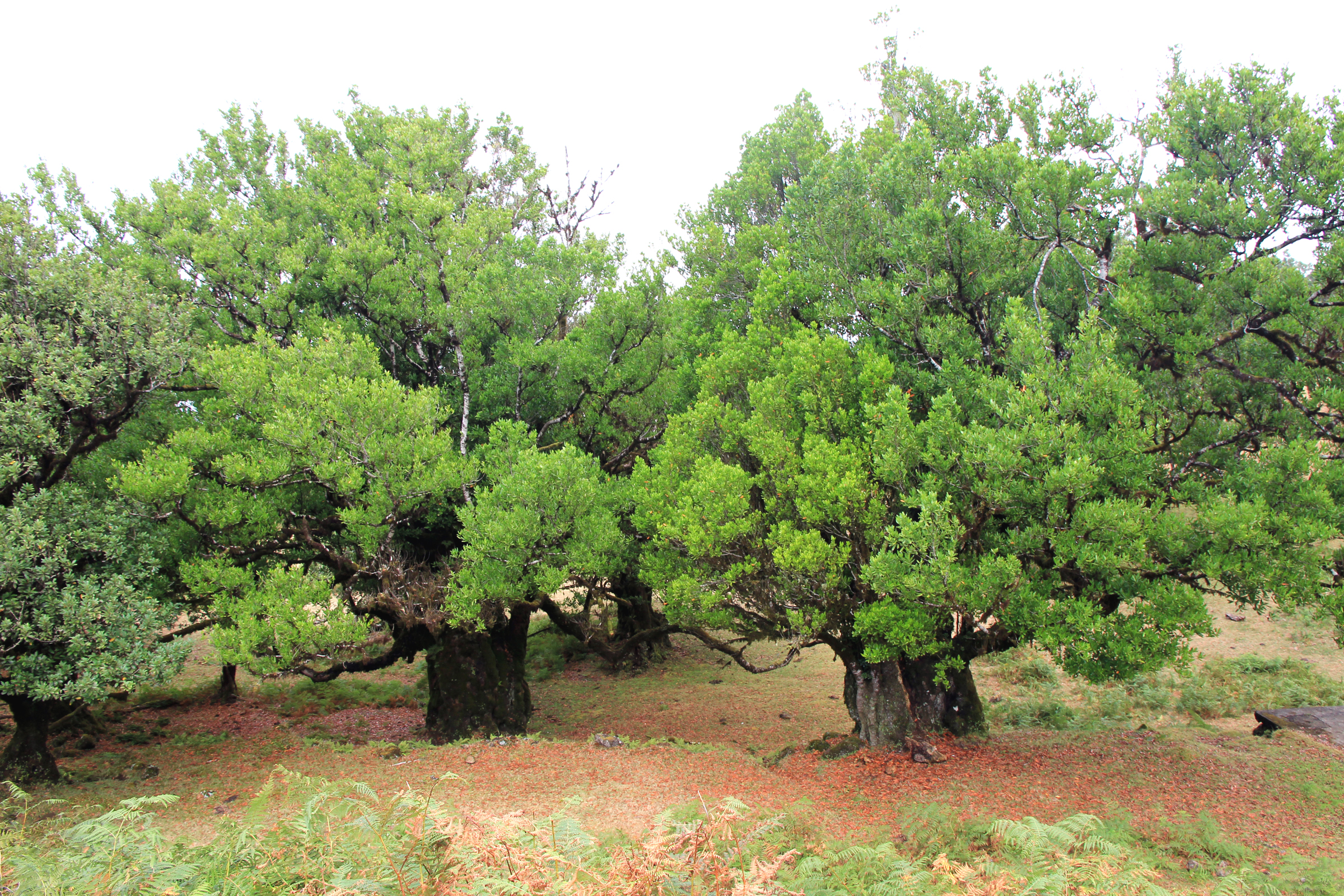
Laurus na ilha da Madeira.

Laurus L. é um género de árvores perenes pertencentes à família Lauraceae. O número de espécies contidas no género tem variado consideravelmente com a sua circunscrição taxonómica, estando presentemente reduzido a três, com distribuição natural restrita à bacia do Mediterrâneo e à Macaronésia.

## Descrição
Árvores e arbustos com 6-12 m de altura, muito aromáticos, com folhas inteiras, oblongas, coreáceas, perenes dotadas de glândulas brilhantes produtoras de óleos essenciais. Em geral, as flores são unisexuais, pequenas, de coloração amarelenta-verdosa, dispostas em cimas axilares. As pétalas são em número de 4. Apresentam 8-12 estames e ovário único. O fruto é uma baga.

## Espécies
O número de espécies incluídas no género Laurus ainda não se encontra consensualizado. Foram até ao presente descritas 331 espécies de Laurus, das quais apenas 3 são presentemente aceites, sendo que das restantes 128 são sinónimos taxonómicos e 200 estão taxonomicamente por resolver. Na presente circunscrição taxonómica, as seguintes espécies são consideradas como parte do género:
- Laurus nobilis L. — conhecido pelos nomes comuns de louro, louro-verdadeiro, louro-de-caldo ou louro-da-grécia, é a fonte do condimento conhecido por folha de louro. É também a árvore utilizada para a feitura da coroa de louro dos gregos antigos. Distribui-se por toda a bacia mediterrânica, desde a Península Ibérica até à Grécia. A espécie é cultivada pelas suas folhas utilizadas como condimento.
- Laurus azorica (Seub.) Franco, sin. L. canariensis Webb & Berth. — conhecido como louro-dos-açores ou louro-da-terra (nos Açores), é uma espécie nativa das florestas laurissilva dos Açores,[5] arquipélago onde é endémica. A espécie hibridiza espontaneamente com Laurus nobilis. Um estudo recente encontrou considerável diversidade genética em L. nobilis, e que L. azorica não é genética ou morfologicamente distinta daquela espécie.[6] Laurus azorica foi localmente introduzida na ilha de Cortegada (Galiza).
- Laurus novocanariensis Rivas Mart., Lousã, Fern. Prieto, E.Díaz, J.C. Costa & C. Aguiar — anteriormente considerado como L. azorica, é nativo das florestas laurissilva da Madeira e Canárias, mas também presente em Marrocos.

As folhas de Laurus nobilis, especialmente de algumas variedades especificamente cultivadas para produção de condimento são ricas em óleos essenciais que lhes conferem um aroma e sabor específicos, utilizados para melhorar o cheiro e o paladar de diversos tipos de alimentos, com destaque para os cozidos. Essas folhas contém um teor em óleos essenciais de 1 a 3% do peso seco, os quais são constituídos em 30 a 70 % de cineol, a que se juntam diversos compostos terpénicos, nomeadamente linalol, geraniol, eugenol, pineno, terpineno e felandreno. Para além destes óleos essenciais, as folhas de Laurus nobilis contêm igualmente alcaloides aporfínicos, como a criptodorina ou a actinodafnina, que são responsáveis por uma assinalável actividade citotóxica (in vitro), e lactonas sesquiterpénicas, bem como 18 flavonoides, entre os quais alguns derivados do kaempferol.
As flores das espécies de Laurus são ricas num óleos essencial que contém β-cariofileno, viridifloreno, β-elemeno, germacradienol e germacreno D. Também as raízes das espécies deste género contém um óleo essencial constituído por diversos monoterpenos e sesquiterpenos, oxigenados ou não.
Na ilha da Madeira as bagas de Laurus novocanariensis são utilizadas para produzir um óleo, o «azeite de louro», utilizado para fins medicinais.

## História fóssil
Fósseis datados de antes do Pleistoceno, anteriores às glaciações wurmienses, mostram que as espécies de Laurus tiveram anteriormente uma distribuição natural muito mais ampla ao redor do Mediterrâneo e na África do Norte, num período em que o clima era mais húmido e suave do que actualmente. A progressiva secura da bacia mediterrânica durante as últimas glaciações fez com que "Laurus" recuasse para os refúgios climáticos mais suaves, incluindo o sul da Península Ibérica e as ilhas da Macaronésia. Com o fim do último período glacial, a espécie Laurus nobilis recuperou parte da sua antiga região de distribuição natural em redor do Mediterrâneo.
Um estudo recente determinou que os espécimes nativos classificados como L. nobilis no norte de Espanha estavam mais próximos genética e morfologicamente de L. azorica que da população de L. nobilis nativa de França e Itália.

## Classificação lineana do género
| Sistema | Classificação                      | Referência               |
| ------- | ---------------------------------- | ------------------------ |
| Linné   | Classe Enneandria, ordem Monogynia | Species plantarum (1753) |